# 杜興

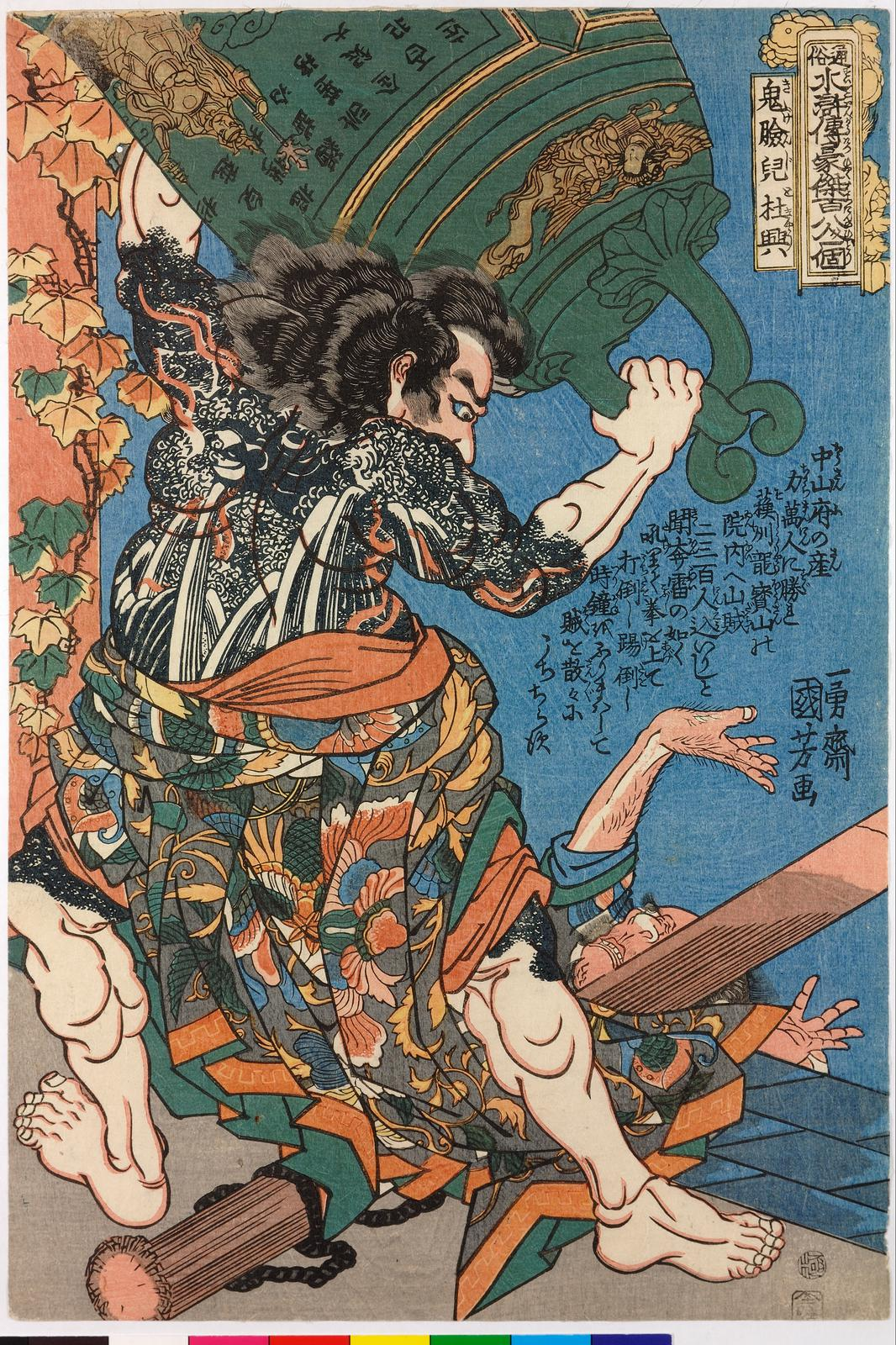
杜興

杜 興（と こう）は、中国の小説で四大奇書の一つである『水滸伝』に出てくる登場人物。梁山泊第八十九位の好漢で、地全星の生まれ変わり。顔が大きく、顎は角張り、眼つきが鋭く耳や口も大きいという強面の巨漢で、鬼のように恐ろしい顔をしているということから鬼臉児（きれんじ）と渾名された。棒術と拳法の使い手だが腕の立つ方ではなく、容姿とは裏腹に真面目で義理堅い常識人であり、前述の堅実な性格と李応の下で執事を務めていた前歴を買われ、梁山泊では裏方での事務的作業に従事した。

## 生涯
中山府出身の行商人で、薊州で商売仲間といざこざを起こして誤って殴り殺してしまうが、牢役人の楊雄の弁護で釈放された。その後、鄆州独竜岡三家荘の一つ、李家荘の庄屋・李応に見込まれて屋敷の使用人となり、最終的に主管（執事）を任されるほどの信頼を受けた。ある日、荘内の居酒屋に使いに出た際、恩人・楊雄とその義弟・石秀と思いがけず再会、2人は薊州で殺人を犯し逃亡していたが、祝家荘で彼らの仲間の時遷が捕らわれたということで、杜興は以前の恩に報いようと、2人を主人の李応に紹介した。李家荘と祝家荘は同盟関係にあったため、李応は時遷釈放を求める手紙を書き、杜興がこれを届けに行くが、祝家の三兄弟に突っぱねられ、次は李応自ら出向くが、矢を射かけられて怪我を負った。楊雄と石秀は梁山泊に逃れ、これがきっかけで梁山泊と祝家荘の抗争が勃発するが、李応は山賊の仲間だと思われることを恐れて、屋敷に戻って静観を保ち、杜興もこれに従った。しかし、祝家荘と梁山泊の戦いが終わると州知事が捕り手と共に現れ、梁山泊に内通したとして李応と杜興は逮捕された。実はこれは2人を梁山泊に加えようとする呉用の計略で、知府一行は梁山泊一味が変装した真っ赤な偽物であった。2人が連れ出されている間に、屋敷を焼かれてしまい、一族郎党も既に梁山泊に連れ込まれていたので、しぶしぶながら梁山泊に身を寄せた。
梁山泊入山後は什器の管理者という事務方の職務を任され、百八星集結後は朱貴の相役として、南の酒店に勤務、情報収集や来客の応対に従事した。官軍との戦いでは水夫に変装して敵に潜入し、敵将を討ち取っている。梁山泊が朝廷に帰順した後は、後方の守備隊に加わったり、李応配下で遊撃隊に加わるなどしたが、取り立てて手柄は立てなかった。方臘戦後は武奕郎・都統領の官職を授かるが、李応が職を辞したのに従って独竜岡に戻り、元のように富豪になった李応に仕えて余生を過ごした。